# Garancières-en-Beauce
Garancières-en-Beauce è un comune francese di 235 abitanti situato nel dipartimento dell'Eure-et-Loir nella regione del Centro-Valle della Loira.

## Società

### Evoluzione demografica
Abitanti censiti